# Ready For Love
Singles de Cascada
Wouldn’t It Be Good
(2006) A Neverending Dream
(2006)
Ready For Love est un single de l'album Everytime We Touch de Cascada. En 2006, le titre est sorti en Allemagne en format vinyle pour les discothèques et en 2007 en Suède en téléchargement.

## Les singles

### Allemagne
Vinyle 12" (15 septembre 2006)
- A. Ready For Love (Club Mix) (4:54)
- B1. One More Night (Club Mix) (5:32)
- B2. Love Again (Club Mix) (5:29)

Vinyle 12" (13 oct. 2006)
- A. Ready For Love (Klubbingman Remix) (6:37)
- B1. Can't Stop The Rain (Mainfield Hardspace Remix) (7:16)
- B2. Love Again (Rob Mayth Remix) (6:23)

### Suède
Single digital (1er avril 2007)
1. Ready For Love (Radio Edit) (3:25)
2. Ready For Love (Klubbingman Remix Edit) (3:47)
3. Ready For Love (Italobrothers New Vox Remix Edit) (3:31)
4. Ready For Love (Club Mix) (4:54)
5. Ready For Love (Klubbingman Remix) (6:23)